# Sheriff of London Charity Shield
The Sheriff of London Charity Shield  je zaniklá fotbalová soutěž hraná v Anglii, ve které se každoročně utkával nejlepší amatérský s nejlepším profesionálním klubem. 
Založil ji skotský lihovarník Sir Thomas Dewar. První zápas se odehrál 19. března 1898 a výtěžek ze zápasu putoval nemocnicím a charitám. Odehrálo se však pouze deset ročníků tohoto utkání. Důvodem byl stoupající počet profesionálních klubů. Definitivní konec nastal s vytvořením Amatérské fotbalové asociace, avšak na charitativní základ navázal nově vzniklý FA Charity Shield, dnešní Community Shield.

## Vítězové
- 1898 Corinthian FC a Sheffield United FC sdílejí titul
- 1899 Aston Villa a skotský Queens Park FC sdílejí titul
- 1900 Corinthian FC
- 1901 Aston Villa
- 1902 Tottenham Hotspur
- 1903 Sunderland AFC
- 1904 Corinthian FC
- 1905 Sheffield Wednesday FC
- 1906 Liverpool FC
- 1907 Newcastle United

Trofej vznikla a opět zanikla ještě dvakrát v historii. Poprvé na začátku třicátých a podruhé v šedesátých letech.
- 1931 Arsenal FC
- 1933 Arsenal FC
- 1934 Tottenham Hotspur

- 1965 Arsenal FC
- 1966 Arsenal FC
- 1967 Watford FC
- 1968 Watford FC
- 1983 Watford FC